# 카본리스 카피 용지

카본리스 카피 용지 또는 카본리스 카피 페이퍼(Carbonless copy paper, CCP)는 앞면에 적힌 정보를 아래의 시트에 전사하도록 설계된 코팅지의 일종이다. 이는 화학자 로웰 슐라이허(Lowell Schleicher)와 배리 그린(Barry Green)이 카본 페이퍼의 대안으로 개발했으며 때로는 잘못 인식되기도 한다.
카본리스 카피는 먹지 사본 사용의 대안을 제공한다. 카본리스 카피 용지 상단 시트 뒷면에는 마이크로 캡슐화된 염료 또는 잉크가 있고 하단 시트 앞면에는 클레이 코팅이 되어 있다. 압력이 가해지면 염료 캡슐이 파열되어 점토와 반응하여 상단 시트의 표시가 복제된다. 앞면에는 점토가 있고 뒷면에는 염료 캡슐이 있는 중간 시트를 사용하여 여러 사본을 만들 수 있다.

## 같이 보기
- 먹지 사본
- 먹지